# Лука Цапан
Лука Цапан (хорв. Luka Capan, нар. 6 квітня 1995, Загреб) — хорватський футболіст, захисник клубу «Рієка».
Виступав, зокрема, за клуби «Динамо» (Загреб) та «Локомотива», а також молодіжну збірну Хорватії.

## Клубна кар'єра
Народився 6 квітня 1995 року в місті Загреб. Вихованець юнацьких команд футбольних клубів «Загреб» та «Динамо» (Загреб). Завдяки травмі «динамівця» Жеремі Таравеля Цапан був включений до заявки першої команди і 8 березня 2014 року в матчі проти «Славен Белупо» він дебютував у чемпіонаті Хорватії. Лука допоміг «Динамо» двічі виграти чемпіонат і одного разу завоювати Кубок Хорватії, втім основним гравцем так і не став, взявши участь лише у 6 матчах чемпіонату.
В результаті влітку 2015 року через високу конкуренцію Цапан перейшов до «Локомотиви». 13 липня в матчі проти «Спліта» він дебютував за нову команду. 6 листопада в поєдинку проти запрешичського «Інтера» Лука забив дебютний гол на дорослому рівні. Всього відіграв за загребських «локомотивів» два з половиною сезони своєї ігрової кар'єри. Більшість часу, проведеного у складі загребської «Локомотиви», був основним гравцем захисту команди.
В січні 2018 року Цапан підписав контракт на 3,5 роки з «Рієкою». У новій команді швидко став основним гравцем і допоміг їй двічі поспіль у 2019 та 2020 роках виграти Кубок Хорватії. Станом на 17 вересня 2020 року відіграв за команду з Рієки 48 матчів в національному чемпіонаті.

## Виступи за збірні
2011 року Цапан зіграв два товариських матчі за юнацьку збірну Хорватії до 17 років, а 2013 року дебютував у складі юнацької збірної Хорватії (U-19), за яку того року провів чотири матчі, в тому числі два в рамках відбору на юнацьке Євро-2014.
Протягом 2015—2016 років залучався до складу молодіжної збірної Хорватії. На молодіжному рівні зіграв у 7 офіційних матчах.

## Титули і досягнення
- Чемпіон Хорватії (2):

«Динамо» (Загреб): 2013–14, 2014–15
- Володар Кубка Хорватії (3):

«Динамо» (Загреб): 2014–15
«Рієка»: 2018–19, 2019–20